# Rodrigo Damin
Rodrigo Damin (Garín, Buenos Aires, Argentina, 1 de abril de 1998) es un futbolista argentino que juega de delantero. Actualmente integra el plantel del Almirante Brown, de la Primera B Metropolitana.

## Clubes
| Club            | País      | Año           | PJ | Goles |
| --------------- | --------- | ------------- | -- | ----- |
| Almirante Brown | Argentina | 2017-presente | 2  | 0     |